# System 6
System 6 (или System Software 6) — шестая версия классической операционной системы компьютера Macintosh, созданного компанией Apple. Была выпущена в 1988 году. Это монолитная система с кооперативной многозадачностью, основанная на улучшенной программе MultiFinder. Коробочная версия продавалась по цене 49 долларов США, и поставлялась со всеми новыми компьютерами Apple до 1991 года, в котором была заменена на новую System 7.

## Обзор

### MacroMaker
Утилита MacroMaker была представлена в System 6. Она записывала движения мышью и нажатия на кнопки клавиатуру как макросы и имела уникальный интерфейс, похожий на кассетный магнитофон. MacroMaker критиковали за малое количество возможностей по сравнению с Microsoft's AutoMac III, который уже продавался какое-то время. MacroMaker записывал только положение кликов в окне, но не те контролы, что именно были нажаты и не конкретное время нажатия, поэтому не мог использоваться для автоматизации использования более сложных программ. Предзаписанные клики не попадали по кнопкам, если кнопки передвинулись или не появлялись во время «воспроизведения». Он записывает начало и конец движения мыши, но не отслеживает точный путь движения или поддержки пауз. MacroMaker не совместим с System 7, в которой был заменен на AppleScript.

### Многозадачность
Macintosh приобрел кооперативную многозадачность в марте 1985 с добавлением Switcher Энди Херцфельда, который позволял переключаться между несколькими полноэкранными приложениями. Он не был встроен в систему и продавался отдельно. Далеко не все программы и их возможности работали корректно со Switcher’ом, а так же он не мог делить экран между ними. Systems 5 и 6 имели MultiFinder вместо него, который широко использовался в System 6 и стал более серьезной программой. Вместе с MultiFinder, Finder не закрывался, освобождая ресурсы, и система продолжала выглядеть и функционировать как многозадачная. Рабочий стол и другие приложения в этот момент оставались в фоне.

### Поддержка оборудования
System 6 имела поддержку ImageWriter LQ от Apple и лазерных принтеров, совместимых со стандартом PostScript. Новые драйверы позволяли использовать ImageWriter LQ во время подключения по AppleTalk, а так же новые виды бумаги. System 6 включала библиотеку QuickerGraf (QuickerDraw), которая позволяла ускорять отрисовку цветных изображений на Macintosh II. Она была лицензирована Apple и Radius Inc. своим создателем, программистом Andy Hertzfeld.

### Ограничения
По сравнению с NeXTSTEP, другой операционной системой того времени, System 6 имела слабую поддержку музыкальных функций, а её пользовательский интерфейс был ограничен действиями с файлами и отображением окон. В System 6 меню не могло использоваться для запуска программ. Иконка в правом верхнем углу была всего лишь иконкой, не показывала меню. System 6 имела поддержку 24-битной адресации памяти, поэтому поддерживала не более 8 мегабайт ОЗУ, включая виртуальную память. Эти ограничения были сняты в System 7. Используемая в System 6 версия Иерархичной файловой системы так же имела ограничение—не более двух Гигабайт на раздел и не более 65,536 файлов на одном разделе. System 7.5 увеличила лимит на объём раздела вдвое.
Корзина, очищалась при выходе из Finder. Если MultiFinder не запущен, то это происходило каждый раз при запуске приложения. Иконки Рабочего стола не организовывались в одну папку. Вместо этого система записывает, находится ли файл на рабочем столе. Это неэффективно и сбивает с толку, поскольку пользователь не может перейти на рабочий стол в приложениях, отличных от Finder, даже в стандартных диалоговых окнах «Открыть» и «Сохранить как». Кроме того, эти диалоговые окна примитивны и в основном не менялись с 1984 года. Отсутствие ярлыков для доступа к файлам, является еще одним ограничением управления. Также нет поддержки пользовательских иконок для файлов и папок. Все эти недостатки были исправлены в System 7.
Одновременно может быть установлено не более 15 Desk Accessories, включая Chooser, Scrapbook и Control Panel. System 6 использует Панель управления для доступа ко всем установленным панелям управления, что накладывает серьезные ограничения на пользовательский интерфейс. Desk Accessories не может быть установлена или удалено через Finder; для этого требуется утилита Font/DA Mover. System 7 также исправила это. Панели управления, однако, содержатся в отдельных файлах.
Интерфейс не имеет широких возможностей для кастомизации. Finder позволяет назначать цвет каждому значку, но фон рабочего стола ограничен цветным плиточным рисунком размером 8x8 пикселей (цветовые узоры были введены в System 5), а стандартный бордюр окна черно-белый. Однако существовали дополнительные расширения, позволяющие добавить цвета и кастомизацию. В свою очередь, System 7 позволяла сменить цвет бордюра окна и поменять многие другие аспекты интерфейса.

## Принятие
Первый релиз Системы был нестабильным; многие сторонние разработчики не получили предварительные копии, что привело к массовым проблемам с совместимостью. Современные на тот момент версии многих распространенных программ, таких как Microsoft Excel, Microsoft Works и 4th Dimension, не были полностью совместимы с System 6. Так же встречались программные ошибки в Color Manager, Script Manager, и Sound Manager — расширениях. Apple анонсировала, что 66 ошибок были исправлены в версии 6.0.1, в сентябре 1988. Так или иначе, следующая фатальная ошибка в пробелах между буквами в шрифтах, была исправлена
в версии 6.0.2. Многие покупатели не спешили переходить на System 6 из-за её дурной репутации.

## Совместимость
System 6 официально поддерживалась Apple на многих машинах, некоторые из которых поставлялись вместе с ней. Некоторые неподдерживаемые компьютеры могли использовать её с ограничениями.
| Модель                     | Год выхода     | 6.0.8      | 6.0.7             | 6.0.5             | 6.0.4 | 6.0.3 | 6.0.2 |
| -------------------------- | -------------- | ---------- | ----------------- | ----------------- | ----- | ----- | ----- |
| 128K                       | 1984           | Нет        | Нет               | Нет               | Нет   | Нет   | Нет   |
| 512K                       | 1984           | Нет        | Нет               | Нет               | Нет   | Нет   | Нет   |
| 512Ke                      | 1986           | Да         | Да                | Да                | Да    | Да    | Да    |
| Macintosh XL               | 1985           | Нет        | Нет               | Нет               | Нет   | Нет   | Нет   |
| Plus                       | 1986           | Да         | Да                | Да                | Да    | Да    | Да    |
| SE                         | 1987           | Да         | Да                | Да                | Да    | Да    | Да    |
| SE/30                      | 1989           | Да         | Да                | Да                | Нет   | Да    | Да    |
| Classic                    | 1990           | Да         | Да                | Да                | Да    | Да    | Нет   |
| Classic II                 | 1991           | Да: 6.0.8L | Нет               | Нет               | Нет   | Нет   | Нет   |
| Portable                   | 1989           | Да         | Да                | Да                | Да    | Да    | Да    |
| II                         | 1987           | Да         | Да                | Да                | Да    | Да    | Да    |
| IIx                        | 1988           | Да         | Да                | Да                | Да    | Да    | Да    |
| IIcx                       | 1989           | Да         | Да                | Да                | Да    | Да    | Да    |
| IIci                       | 1989           | Да         | Да                | Да                | Да    | Нет   | Нет   |
| IIfx                       | 1990           | Да         | Да                | Да                | Нет   | Нет   | Нет   |
| IIsi                       | 1990           | Да         | Да                | Нет               | Нет   | Нет   | Нет   |
| LC                         | 1990           | Да         | Да                | Нет               | Нет   | Нет   | Нет   |
| LC II                      | 1992           | Да         | Нет               | Нет               | Нет   | Нет   | Нет   |
| Quadra 700                 | 1991           | Нет        | Нет               | Нет               | Нет   | Нет   | Нет   |
| Quadra 900/950             | 1991/1992      | Нет        | Нет               | Нет               | Нет   | Нет   | Нет   |
| PowerBook 100              | 1991           | Да: 6.0.8L | Частично: limited | Частично: limited | Нет   | Нет   | Нет   |
| PowerBook 140 145/145B/170 | 1991/1992/1993 | Нет        | Нет               | Нет               | Нет   | Нет   | Нет   |

## История версий
| System version | Release date                      | Finder version | MultiFinder version | LaserWriter version | Release information |
| -------------- | --------------------------------- | -------------- | ------------------- | ------------------- | --- |
| 6.0            | April 1988                        | 6.1            | 6.0                 | 5.2                 | Initial release |
| 6.0.1          | September 19, 1988                | 6.1.1          | 6.0.1               | 5.2                 | Release for Macintosh IIx (1988) |
| 6.0.2          | September 19, 1988                | 6.1            | 6.0.1               | 5.2                 | Maintenance release |
| 6.0.3          | December 23, 1988                 | 6.1            | 6.0.3               | 5.2                 | Maintenance release with bug fixes for Apple File Exchange, Time Manager, and other components. New York 18 and 24 fonts were removed. |
| 6.0.4          | September 20, 1989                | 6.1.4          | 6.0.4               | 5.2                 | Release for Macintosh Portable and IIci (1989)                                                                                         |
| 6.0.5          | March 19, 1990                    | 6.1.5          | 6.0.5               | 5.2                 | Release for Macintosh IIfx (1990) |
| 6.0.6          | March 19, 1990 — October 15, 1990 | 6.1.6          | 6.0.6               | 5.2                 | Packed with early Macintosh IIsi, LC, and Classic; contains bugs with keyboard and AppleTalk.                                          |
| 6.0.7          | October 15, 1990                  | 6.1.7          | 6.0.7               | 5.2                 | Official release for Macintosh LC, IIsi, and Classic (1990)                                                                            |
| 6.0.8          | May 13, 1991                      | 6.1.8          | 6.0.8               | 7.0                 | Updated printing software to match the printing software of System 7.0                                                                 |
| 6.0.8L         | March 23, 1992                    | 6.1.8          | 6.0.8               | 7.0                 | Used only on the Macintosh Classic, Classic II, LC, LC II, and PowerBook 100.                                                          |